# PlayerUnknown's Battlegrounds
PlayerUnknown's Battlegrounds (PUBG,) — багатокористувацька відеогра, що розробляється корейською студією PUBG Corp. Доступна для Windows у сервісі Steam, iOS і Android, Xbox One і PlayStation 4.
Гра базується на попередніх модифікаціях, які були розроблені для інших ігор Бренданом Гріном, відомим під псевдонімом PlayerUnknown, звідки й назва. PUBG створювалася під впливом кінострічки 2000 року «Королівська битва» і перетворилася згодом на самостійну гру за творчого керування Брендана Гріна.

## Ігровий процес

### Основи
У PlayerUnknown's Battlegrounds до 100 гравців перебувають на території, де кожен має на меті залишитися останнім вцілілим у «Королівській битві». Для цього вони можуть воювати одні з одними, або навпаки переховуватися. Є три режими «Королівської битви» — «Соло» (один гравець проти решти), «Дуо» (двоє людей в команді) та «Бригада» (команда з трьох-чотирьох людей). У останніх двох випадках переможцями стають усі учасники команди. Гра відбувається з виглядом як від першої, так і третьої особи. Переважно це залежить від вибору гравця, проте може задаватися налаштуваннями сервера, щоб зрівняти всіх учасників. Дається змога налаштувати вигляд свого персонажа, обравши стать, зовнішність і одяг.
На початку кожного матчу всі гравці десантуються з літака C-130 на острів. Місце висадки залежить від того, коли персонаж вистрибне з літака і маршруту польоту, що різний кожного разу. Місцем дії є території, на яких розміщені рівнини, гори, ліси та містечка. Всі учасники мають на початку лише обраний одяг, а решту засобів до виживання, такі як зброю, броню, ліки, транспорт, повинні розшукати в навколишніх будівлях або забрати у вбитих противників. Тип і число знахідок визначається випадково, втім, персонаж завжди може битися власними кулаками. Кількість предметів, які він може носити з собою, визначається об'ємом рюкзака. Зброя включає штурмові гвинтівки, пістолети-кулемети, дробовики, снайперські гвинтівки, кулемети, арбалети й пістолети. Кожну зброю можна вдосконалити, якщо знайти додаткове обладнання, наприклад приціл чи стабілізатор. Крім того в арсеналі можуть бути гранати, коктейль Молотова і різноманітні знаряддя як зброя ближнього бою. Учасники «Королівської битви» володіють запасом здоров'я, що вичерпується при пораненнях, а поповнюється аптечками чи медичними наборами. На деякі дії, наприклад біг, витрачається запас витривалості, котрий відновлюється енергетиками та знеболювальним. Спорядження, таке як броня, з часом псується і потребує заміни.
Після певного терміну площа поля бою починає обмежуватися круглою умовною стіною, а всі, хто опиняються поза нею, зазнають поранень. Це змушує учасників збігатися до поля бою, де потрібно боротися з іншими гравцями. У ході матчу на випадкові території острова скидаються бомби або припаси, спонукаючи гравців тікати або ж боротися за вантаж.
Після завершення матчу гравці нагороджуються внутрішньо ігровою валютою, «бойовими очками», залежно від того, скільки часу прожили їхні персонажі та скількох противників вони вбили. За валюту можна придбати різноманітне оформлення своїх героїв.

### Зброя
Холодна зброя: Лом, мачете, кинджал, сковорідка, серп.
Гранати/вибухівка: Димова граната М18, осколкова граната М67, світло-шумова граната, коктейль Молотова, липка бомба-C4.
Пістолети: P1911, P92 9mm, R1895, P18C, R45, ракетниця, Skorpion, Deagle.
Дробовики: DBS, S12K, S1897, S686, NS2000, обріз.
Кулемети: ДП-28, M249, MG3, M134 Minigun.
Снайперські гвинтівки: AWM, M24, Karabiner 98 Kurz, Winchester Model 1894, гвинтівка Мосіна, Lynx AMR, QBU-88.
Пістолети-кулемети: Micro UZI, UMP45, Tommy Gun, Vector, PP-19 Bizon, MP5K, P90.
Штурмові гвинтівки: SCAR-L, M16A4, ОЦ-14 «Гроза», АКМ, AUG A3, M416, QBZ95, Beryl M762, Mk47 Mutant, G36C, ACE32, FAMAS, Honey Badger.
Гвинтівки: SKS, Mk14, Mini 14, SLR, VSS Vintorez, Mk12.
Гранатомети: РПГ7, Панцерфауст, М202, АТ4-А, M79,MGL, M3E-A1.
Інша: арбалет, тактичний арбалет.

### Транспорт
Наземний транспорт: Dacia, УАЗ, Нива, Фургон, Пікап, Mirado, Тук-Тук, Мотоцикл, Мотоцикл з коляскою, Скутер, Снігохід, Багі, БРДМ-2, Танк.
Водний транспорт: Гідроцикл, PG-117 (катер).
Повітряний транспорт: Дельтаплан, UH60, AH6, винищувач.

### Локації
- Еранґель (англ. Erangel) — вигаданий острів, розміром 8 на 8 км, розташований десь у Чорному морі. Містить трав'янисті рівнини, пагорби та невеликі селища. Поряд розташований менший острів з військовою базою, поєднаний з більшим мостами. Острів використовувався радянськими та російськими військовими для випробування хімічної та бактеріологічної зброї, проте був покинутий після повстання місцевих жителів у 1965-му році.
- Мірамар (англ. Miramar) — пустельна горбиста місцевість десь у Мексиці. Розташована на узбережжі, де стоять селища, яке оточують дрібні острови. Карта обмежена не тільки морем, як інші, а й стіною. Територія, доступна гравцям, має розміри 8 на 8 км.

- Вікенді (англ. Vikendi) — два засніжених острови, сполучені мостами, розташовані в Адріатичному морі. Найбільша карта за площею суші, що має розміри 6 на 6 км.
- Каракін (англ. Karakin) — невеликий пустельний острів що схожий з картою Мірамар. Дуже відрізняється від попередніх карт тим, що на ній взагалі немає транспорту, можливий тільки режим від першої особи, та наявна так звана «Чорна зона» (в оригіналі «Dark zone») про появу якої свідчить гудок сирени, та поява на мінікарті фіолетового круга, що свідчить про радіус цієї самої зони, в якій з неба на випадкові три будівлі падають ракети, що перетворюють їх на руїни. Це перша карта, на якій будинки можуть руйнуватися. Єдина карта, де є бомба C4 з годинниковим механізмом, яка може пробити деякі стіни.
- Санок (англ. Sanhok) — три невеликих тропічних острова, сполучені мостами. Мала карта, що має розміри 4 на 4 км.
- Лівік (англ. Livik) — ділянка суші з невеликим островом, з двох боків оточена водою. Переважно вкрита травою, на півночі засніжена. Розмір 2 на 2 км.
- Нуса (англ. Nusa) — найменша карта розміром 1 на 1 км. Попри це має різноманітний рельєф, на якому розташовані пляж, містечко, порт і туристичні заклади.

## Продажі й популярність
| Агрегатор  | Оцінка      |
| ---------- | ----------- |
| Metacritic | 85/100 (PC) |

| Видання       | Оцінка |
| ------------- | ------ |
| Game Informer | 9.5/10 |
| GameSpot      | 8/10   |
| IGN           | 9.5/10 |
| Polygon       | 10/10  |

PUBG отримала широке визнання критиків, зібравши на агрегаторі Metacritic 85 балів зі 100, і стала однією з найпопулярніших відеоігор 2017 року. Втім, багатьма рецензентами вона описувалася як незавершена, попри вихід із раннього доступу.
Сайт Polygon високо оцінив PUBG як оригінальну гру в час застою розвитку шутерів: «Battleground вирішує існувати в переповненому жанрі шутера в незакінченій формі, і відчувається однаково і як свіжа, і творчо завершена».
У рецензії сайту Game Revolution зазначалося, що гра все ще не нагадує завершений продукт. Відзначався веселий геймплей, система реплеїв, висока стабільність мережевої гри. Серед недоліків було зауважено затягнутість матчів, графічні огріхи та неоптимізованість для слабких ПК.
У липні PUBG встановила в сервісі Steam рекорд одночасного перебування гравців —  481291 осіб, що дозволило випередити Counter-Strike: Global Offensive. 25 листопада пікова кількість одночасних гравців склала вже 2915723, значно перевершивши абсолютний пік таких популярних ігор як: Dota 2 (1291328), Counter-Strike: Global Offensive (850485), Warframe (121377) і Team Fortress 2 (117917).
В серпні 2018 року стало відомо, що версія відеогри для смартфонів, реліз якої відбувся в березні 2018, досягла відмітки в 100 мільйонів завантажень.